# Bremen-Verden
Bremen-Verden, formalmente Ducados de Bremen y Verden (en alemán: Hertigdömet Bremen och Hertigdömet Verden), fue un dominio de Suecia entre 1648 y 1712, cuando fue ocupado por Dinamarca, para después ser cedido, en 1715, a Hannover, hecho confirmado por el Tratado de Estocolmo (1719), durante la Gran guerra del Norte.
El ducado fue creado en 1648 por la Paz de Westfalia como una posesión del rey de Suecia a partir de los territorios del Obispado de Bremen, bajo cuyo dominio permaneció hasta la anexión del electorado al Reino de Westfalia durante las guerras napoleónicas.

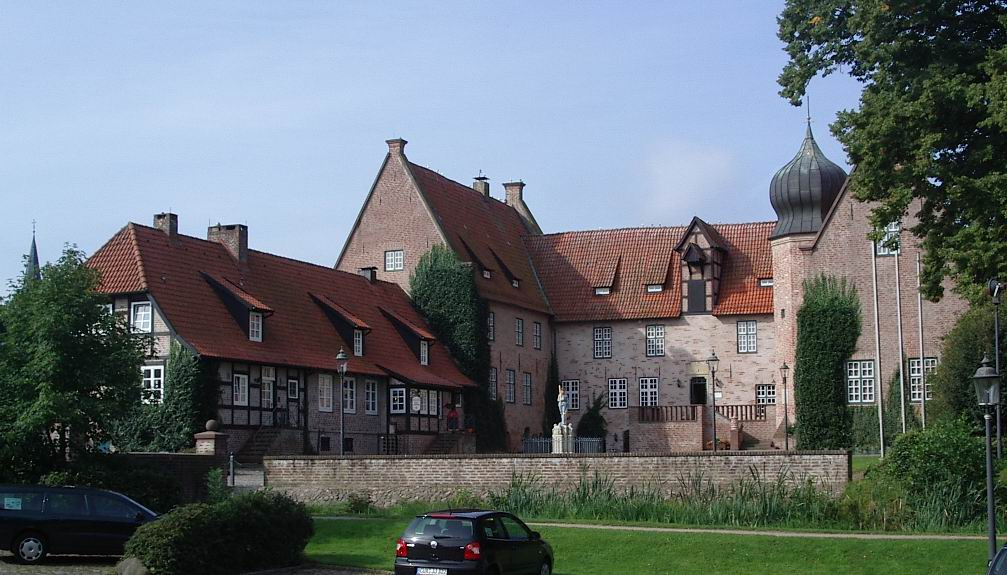
El Castillo de Bederkesa, residencia oficial de los duques de Bremen.

El ducado pasó bajo control de Suecia por la Paz de Westfalia que ponía fin a la Guerra de los Treinta Años, y consistía en los obispados de Bremen y Verden.
Por el tratado de paz, la jurisdicción sueca también se extendió a la ciudad de Bremen, pero la negativa de la ciudad a someterse a los suecos dio lugar a dos guerras. La Primera Guerra de Bremen (1654) que terminó en el Receso de Stede, donde el principal asunto se quedó sin resolver, pero donde la ciudad acordó pagar tributos y recaudar impuesto para el rey de Suecia. La Segunda Guerra de Bremen (1666) fue un fallido intento por parte sueca para afirmar su autoridad sobre la ciudad.
La ciudad de Wildeshausen constituía un exclave en el territorio principal del dominio. En 1679, de acuerdo con el Tratado de Nimega, la ciudad fue entregada al príncipe-obispo de Münster, a cambio de un préstamo de 100.000 Riksdaler.

## Historia
El territorio se originó con la paz de Westfalia desde 1648, cuando el ex arzobispado de Bremen, junto con el ex obispado de Verden, igualmente secularizado, cayó para Suecia . En el recién creado ducado, Stade fue declarada capital. 1651 recibió la iglesia luterana Bremen-Verden una estructura organizativa con consistorio y superintendente general en Stade (hasta 1885 todavía sin Hadeln , donde una iglesia rural había existido durante algún tiempo). En la guerra sueco-brandeburguesa de 1675 a 1676, este ducado sueco estuvo en la llamada campaña de Bremen-Verden conquistado por varios estados del Sacro Imperio Romano y Dinamarca y permaneció en posesión de los Aliados hasta el final de la guerra en 1679. A raíz de la paz de Saint-Germain en 1679, Bremen-Verden volvió a Suecia. 
El ducado de Bremen y el principado de Verden permanecieron constitucionalmente independientes, principados alemanes. El monarca sueco se convirtió en soberano, pero no como rey de Suecia, sino como el príncipe imperial alemán. Los dos territorios, como provincias, pero no como miembros incorporados, tomaron su lugar en la estructura estatal sueca y conservaron sus derechos y privilegios.
Después de un corto período de tiempo bajo el dominio danés, Bremen-Verden cayó en 1715 por compra al Electorado de Brunswick-Lüneburg y permaneció allí (con más interrupciones por el dominio sueco y francés), hasta 1866, el Reino de Hannover fue anexionado por Prusia, tras la guerra austro-prusiana.
Después de 1945, el territorio del antiguo Ducado como parte del distrito administrativo de Stade perteneció primero al estado de Hannover y luego al estado de Baja Sajonia. Hoy, la asociación de paisajes Stade se esfuerza por el patrimonio cultural del territorio.

## Gobernadores Generales
- 1646-1663: Hans Christoff von Königsmarck (1600-1663)
- 1663-1666: Gustaf Evertsson Horn (1614-1666)
- 1668-1693: Henrik Horn (1618-1693), 1676-1679 de facto interrumpido por la ocupación de Brandeburgo y Dinamarca en el curso de la guerra de Brandeburgo.
- 1693: Erik Dahlbergh
- 1696-1698: Jürgen Mellin (1633-1713)
- 1698-1710: Nils Carlsson Gyllenstierna af Fogelvik (1648-1720)
- 1711-1712: Mauritz Vellingk (1651-1727)

## Duques
- Carlos I (1654-1660)
- Carlos II (1660-1697)
- Eduviges Leonor de Holstein-Gottorp (1660-1672) Regente
- Carlos III (1697-1718)
- Ulrica Leonor de Suecia (1718-1721)

- Datos: Q694594
- Multimedia: Bremen-Verden / Q694594